# ロシアのウクライナ人濾過キャンプ

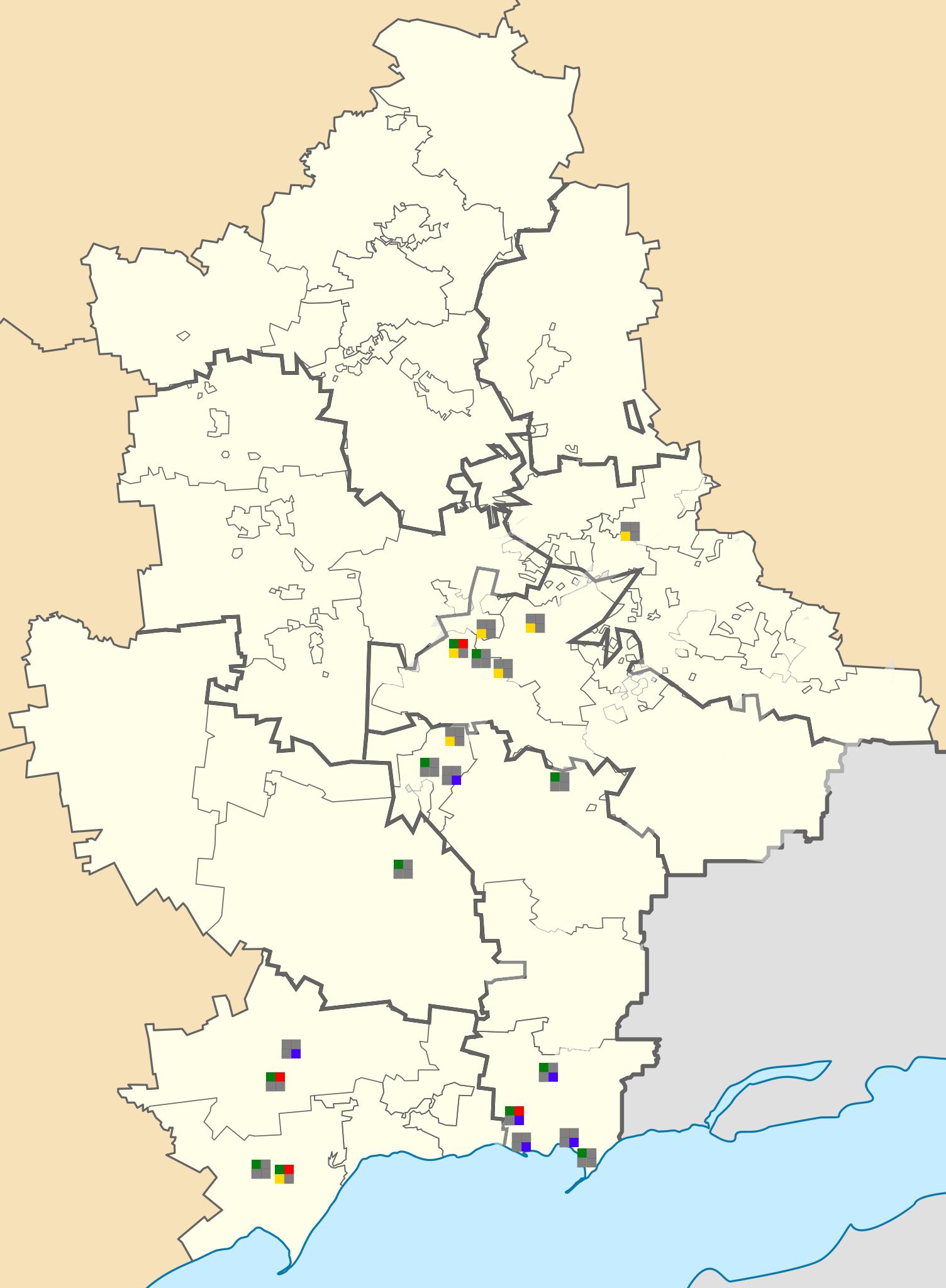
ウクライナのドネツク州にあるロシアの濾過キャンプ20ヶ所のマップ（紛争観測所とイエール大学の研究者によるデータ） 色別のキャンプの種類:
登録
二次尋問
拘留
保有

濾過キャンプ（ろかキャンプ、強制収容所とも呼ばれる）は、2022年のロシアのウクライナ侵攻以来、ロシア軍がロシア占領地域のウクライナ市民を登録、尋問、拘留するために使用しているキャンプであり、彼らはその後ロシアへと移送される（時には強制的な人口移動の一環として）。濾過キャンプの収容者は安全検査と個人情報が収集される。拘留者は広範な拷問、殺人、レイプ、飢餓やその他の重大な人権侵害に晒されている
ロシアに移住したウクライナ国民の数を独自に検証することはできていない。ウクライナ政府によると、約160万人のウクライナ人がロシアに強制移住させられており、そのうち約25万人が子供である。ロシア政府はウクライナ人をロシアに強制移送させていることを否定し、強制移動を「退避」と呼んでいる。
漏洩したロシア占領計画によると、「濾過」は対反乱と鎮圧戦略の基礎を表すものであり、ロシア占領当局は全土を占領した後、ウクライナ人口の大部分を「濾過」プロセスに通すことを計画していた。

## 概要
国際紛争における占領国には、その支配地域内で人を登録したり、特定の状況下では民間人を拘束したりする権利があるが、ロシアの濾過システムは国際人道法の複数の要素に違反しており、複数の重大な人権侵害を伴う可能性がある。
ロシア支配地域のウクライナ人は、ウクライナ支配地域へと逃れられないことが多く、居住不可能な状況にある地域に留まるか、ロシア支配下にある他の地域やロシア国内に逃げなければならなかった。ロシアに入国するために、多くのウクライナ人は「濾過」を受けることを強制され、このプロセスでは尋問され、生体データが採取される。「濾過」を待つ間、ウクライナ人は「濾過」が行われる様々な公共施設に設立された仮設の「濾過キャンプ」に住むことになる。「濾過」を通過した後、ウクライナ人は極東ロシアに強制移送されることが多いと報じられている。

漏洩したロシア占領計画によると、「濾過」はロシアがウクライナ全土を占領した後の鎮静と対反乱戦略として機能することを目的としていた。 占領計画によれば、ウクライナ国民の大部分は戸別訪問で集められ、包括的な対諜報ファイルを編集するために「濾過」にかけられることになっていた：「濾過は、人々を威圧するためや、彼らをロシアに追放する必要があるかどうかを判断するため、レジスタンスのネットワークを監視し混乱させるための記録の基礎を築くために用いられるだろう」。

### 濾過キャンプの場所
2022年6月現在、大半の濾過キャンプは未承認国家「ドネツク人民共和国」（DNR）の街や村にあることが証明されている。濾過キャンプは学校や文化センター、スポーツホール、コミュニティセンター、警察署など以前に行政施設であったところや仮設キャンプエリアに設置されている。
2022年7月のOSCEへの声明の中で、米国外交官は、米国はウクライナとロシアの領土内でロシアが設置した少なくとも18の濾過キャンプを特定しており、濾過キャンプの準備はロシアのウクライナ侵攻開始前から行われていたとし、この濾過キャンプは、代理組織と協力するロシア当局者らによって最近ロシアの占領下になったウクライナ領土内の学校、スポーツセンター、文化施設だった場所に設置されたと述べた。ポーランドの大臣特別業務調整官の広報官が発表した記事では、「ウクライナ人に対して使用されたロシアの拷問室がある」そのようなキャンプ6カ所の場所を特定し、公表した。

### 収容と拘留
避難中のウクライナ人は、ウクライナ支配地域に連れていかれると偽られ、何も知らずに濾過キャンプに移送されている。戦闘から逃れる際に「濾過」を強制されたり、占領軍や当局から強制的にその過程を聴取されたりする人もいる一方、ロシアに入国したり占領地域内での旅行を続けるためにこの過程を受けることに同意する人もいる。
濾過収容所に到着した被収容者は、「濾過」を待つ間、濾過収容所のある町から出ることは許されないと言われる。濾過キャンプでの拘留は1時間から数週間続くと報告されている。

### 生活環境
キャンプでの生活環境は劣悪なことが多く、キャンプの組織化もあまりされていない。キャンプで拘束されている人々は、床や段ボールの上で寝ており、劣悪な衛生環境で暮らし、食料の配給も乏しいか全く与えられていないと説明した。

### 「濾過」と尋問
濾過中に拘留者は写真撮影、指紋採取、尋問が行われ、携帯電話の中身も調査される。個人の経歴、家族関係、政治的見解や忠誠について詳細な尋問を受ける。拘留者はウクライナ軍に勤務している人を誰かしら知っているかどうか質問される。政治的見解やアゾフ連隊との関係について質問される。ウクライナ民族主義者のタトゥー検査のため、男性、場合によっては女性も裸にされて検査される。「濾過」中、男性たちは防弾チョッキやライフルの使用による打撲の可能性のある兆候を探す検査の対象となっている。「濾過」プロセスに関与する当局者らは、収集された情報はデータベースにデータを追加するために使用されると述べた。
「濾過」は通常、拘留者に濾過を通過したことを証明する文書が与えられるか、さらなる尋問のために拘留されることで終了する
「濾過」を通過した後でも、一部の男性は濾過収容所からロシアの支配下にある地域を通過する間に再び尋問される。 
ロシアのウクライナ侵攻における児童誘拐の一環として、濾過中に子供たちは時々親から引き離され、別々にロシアに移送される。
米国務省によると、ウクライナ軍、政府、メディア、市民社会と関係のあるウクライナ人は、残りの被拘禁者から「濾過」され、拘留施設への移送の対象となり、そこでは拷問や略式処刑にさらされると伝えられているという

### 暴力、拷問、殺人
ウクライナ軍やウクライナ国家とのつながり、あるいは親ウクライナや反ロシアの見解を持っているとみなされた被拘留者は、虐待、恣意的拘留、拷問、強制失踪の対象となる。濾過キャンプで尋問された人々からは、殴打、電気による拷問、殺害が報告されている。女性と少女は性的虐待のリスクに晒されている。証人の一人は、濾過キャンプの職員がカメラの前で拘留者に虚偽の証言（ウクライナが彼らの家を破壊したと非難）を強要したと語った。

### 解放と強制送還
「濾過」を通過した後、一部の人々はDNR内で解放され、他の人々はロシアへ強制送還される。濾過キャンプを経た人々は、キャンプから解放された後、最終的にはロシア全土のさまざまな都市に送られ、その多くは極東ロシアに送られたと語った。 ロシアに到着すると、彼らは通常、まず難民センターに一時的に収容され、その後ロシア当局からロシア国内の他の目的地に行くよう指示または強制されるが、中にはロシアの親戚や友人の家への滞在やロシアで自分で宿泊施設を手配できる、ロシアを去る人もいる。ロシア当局は、一時難民センターに収容されているウクライナ人に対し、亡命またはロシア市民権を申請するよう圧力をかけており、さもなければセンターに無期限拘禁される可能性がある。ロシア到着後、ロシア当局から再び尋問を受ける人もいる。ウクライナ人のロシア出国は公式には禁止されていないが、実際には出国する際に障害（時には重大な障害）に直面しており、ウクライナ人のロシア脱出を支援する活動家たちの臨時ネットワークが誕生した。米国務省によると、ウクライナ国民は濾過キャンプから解放される前にロシアに滞在する協定書に署名するよう強制されており、それによってウクライナへの帰還が妨げられているという。 
ウクライナの情報機関は、濾過キャンプから解放されたウクライナ国民に対し、ロシアの雇用センターがロシアの経済不況地域での雇用を提供していると発表した。
ロシア国家防衛管理センターのミハイル・ミジンツェフ所長は、2022年5月に118万5,791人がロシアに移送されたと述べた。米国務省によると、「26万人の子供を含む90万人から160万人のウクライナ国民」が「濾過」プロセスを経て、「しばしば極東の孤立した地域に」追放されたという。 

#### ロシアに残留
ロシアは、ウクライナ人に一時亡命とロシア市民権を与える手続きを促進する措置を講じた。 2022年4月、ロシアはドンバス出身のロシア語を話すウクライナ人に対するロシア市民権の申請を合理化する条項を含む連邦法を採択した。 2022年3月5日、プーチン大統領は、ロシアに入国して亡命や市民権を求めるウクライナ人向けの行政手続きの簡素化を定めた、敵対行為から逃れる民間人を支援する法令に署名した。 DNRおよびLNRからロシアに到着するウクライナ人は、1回限りの現金支払いを受ける権利がある。ロシアの亡命希望者と難民には、食事や一時的な宿泊施設、仕事や住居を見つけるためのリソースや支援など、多くの権利が与えられているが、実際には、人々はこれらの権利を主張する際に大きな障害に直面している。 ウクライナ人は、一時亡命カードを取得するためにパスポートを提出する必要があるが、その際にパスポートを取り戻してロシアを出国する権利があることを通知されないため、ロシアから出国することを許可されないと考える人もいる。

#### 「濾過」と強制送還からの脱出
ジョージアに逃れたウクライナ人は、「濾過」を通過した後によくあるとされるロシアの都市への強制送還を回避している。濾過キャンプに拘束されていた一部のウクライナ人は、濾過キャンプ職員にロシアの特定の都市に行く具体的な計画があることを知らせたことで釈放され、現地へ行く道は自分で見つけるように言われたため、ジョージアに逃げ込んで強制送還を回避できたと述べている。
一部の人々は、ロシアの遠隔地域に強制的に送られるよりも、ジョージアなどの近隣諸国を通って逃げるために、ノヴォアゾフスクの濾過キャンプから抜け出すか、「濾過」通過後にロシアのタガンログやロストフ・ナ・ドヌから出国する必要があると報告した。

## 歴史
2022年3月15日、ガーディアンは目撃者の話として、ロシア軍がマリウポリの防空シェルターから女性と子供を出すように命じたという。ある証人は、彼らは他の200人か300人とともにノヴォアゾフスクまで強制的にバスで運ばれ、そこでテントの一群を通っていわゆる濾過キャンプに行くよう命令されるまでバスの中で何時間も待たなければならなかったと語った。衛星画像ではノヴォアゾフスク近くのベジメンネでテントの一群が映っていた。ドネツク人民共和国とルガンスク人民共和国（LNR）の代表者は450人を収容可能な30のテントからなるテント都市を設立したと述べた。
ロシア国営紙のロシア新聞は、ベジメンネのキャンプで5,000人のウクライナ人が調査されており、「処罰を避けるために難民を装ってロシアに侵入するウクライナ民族主義者」を阻止するための検査を行ったと報じた。ある証人は、FSBから来たと称する男達から広範囲にわたる尋問を受けたと語った。彼女は自身の経歴について質問され、その質問は「非常に屈辱的な」ものだったと述べた。このグループはその後ロストフに連行された。
2022年5月、ウクライナ市民がロシア兵に謝罪している動画がソーシャルメディアに公開され、彼らの一部は自分達が「非ナチ化講座」を受けていると話した。
2022年11月、ロシアとウクライナ両国の捕虜に聞き取りを行った国連ウクライナ人権監視団によると、ウクライナ人捕虜が収容所に到着すると、入所時の通過儀礼としてしばしば殴打を受けたり、犬をけしかけられたり、裸にされ体に負荷のかかる姿勢を取らされたりしたという。また、2022年4月にオレニフカ近郊の収容所で9人が死亡したという情報があり、調査が行われていると報告した。
2022年12月、OHCHRはロシア連邦保安庁が10月10日にロストフ州で「濾過プロセス」を通過できなかった女性1人を強制失踪させた可能性があると報告した。

## 反応

### ロシア
在米ロシア大使館は、濾過キャンプは「戦闘が活発な地域を離れる民間人の検問所」であると述べた。

### ウクライナ
ウクライナ当局は濾過キャンプをチェチェンの強制収容所と比較している。

### アメリカ
米国国連大使のリンダ・トマス＝グリーンフィールドは、「私はこれらのいわゆる「濾過キャンプ」が何を思い出させるか詳しく説明する必要はない。ぞっとするような光景で、私達は目をそむけることはできない」と述べた。グリーンフィールドは、FSB職員がパスポート、身分証明書、携帯電話を押収したとの報告や、ウクライナ人の家族が引き離されたとの報告を引用した。OSCEの米国特使マイケル・カーペンターは同組織の常任理事会に対し、信頼できる報道によれば、濾過キャンプにいるウクライナ市民は尋問され、独立系メディアや軍との関係が疑われる人々は殴打または拷問された後、ドネツク地方に移送され、そこで「失踪または殺害されたと伝えられている」と語った。

### 市民社会
ヒューマン・ライツ・ウォッチの欧州・アジア担当ディレクターのターニャ・ロクシナは「国際人権法の下では、強制移動または移送は必ずしも人が銃を突きつけられて車に強制的に乗せられることを意味するのではなく、むしろ選択の余地のない状況に陥ったことを意味する」と述べた。ロクシナは、ジュネーヴ諸条約が規定する「理由のいかんを問わず、被保護者を占領地域から個人的もしくは集団的に強制移送し、又は追放することを禁止する」を指摘した。
人権活動家のパーベル・リシャンスキーは、カレント・タイム・テレビのインタビューで、「講座」には身体的暴力、道徳的圧力、辱めが伴うことが多いと述べ、そのプログラムは中国政府によるウイグル人の「再教育」との明らかな類似点があると指摘した。リシアンスキーはまた、ウクライナの民間人が彼らの「管理人」との衝突の末に殺害され、彼らについての文書が破棄された３、４件の事例を把握していると述べた。